# Snovka (vattendrag i Vitryssland, lat 52,87, long 28,46)
Snovka (ryska: Сновка) är ett vattendrag i Belarus.   Det ligger i voblasten Minsks voblast, i den centrala delen av landet, 130 km sydost om huvudstaden Minsk.
I omgivningarna runt Snovka växer i huvudsak blandskog. Runt Snovka är det glesbefolkat, med 15 invånare per kvadratkilometer.